# БРДМ-1
Брони́рованная разве́дывательно-дозо́рная маши́на (БРДМ) — советская боевая разведывательная машина 1950-х годов, предназначенная для ведения войсковой разведки, по западной классификации также порой обозначается как бронеавтомобиль. 
Боевая машина была создана в 1954—1956 годах в ОКБ ГАЗа как ГАЗ-40П (литера П означала «плавающий») для замены лёгкого бронетранспортёра БТР-40 в роли стандартной лёгкой разведывательной, штабной и связной машины Советской Армии ВС Союза ССР. По сравнению со своим предшественником, БРДМ имела повышенную проходимость, за счёт применения шасси с двумя дополнительными парами опускаемых колёс и амфибийной способности, а также больший запас хода. Серийное производство БРДМ осуществлялось с 1957 по 1966 год, последние годы машина выпускалась параллельно с улучшенной БРДМ-2, и созданной на её основе БРДМ-1 (ГАЗ-40ПБ). Помимо основного варианта, БРДМ послужила базой для созданий ряда специализированных боевых машин, прежде всего самоходных ПТРК (истребителей танков); всего было выпущено около 10 000 машин всех типов. БРДМ использовалась советскими сухопутными, воздушно-десантными войсками и морской пехотой вплоть до конца 1970-х годов. БРДМ также активно поступала на экспорт, около 1500 единиц были поставлены по меньшей мере в 21 государство мира и хотя, по состоянию на 2010 год, в большинстве из этих государств они сняты с вооружения, некоторые государства продолжают использовать машины этого типа.

## История создания и серийного производства
К 1954 году, исходя из опыта эксплуатации БТР-40, у руководства ВС Союза ССР возник список уточненных требований к многоцелевой БМ для разведывательных формирований, в виде повышении проходимости БМ по бездорожью, преодоление узких рвов и водных преград, и Главное бронетанковое управление МО СССР выдало Тактико-технические требования на разработку новой разведывательной машины.
Бронированная разведывательно-дозорная машина ГАЗ-40П (БРДМ) была разработана конструкторским бюро под руководством В. А. Дедкова (руководил проектом Всеволод Рубцов) и после испытаний в 1957 году, принята на вооружение приказом Министра обороны СССР, от 10 января 1958 года, под названием Бронированная разведывательно-дозорная машина (БРДМ). БМ находилась в серийном производстве на ГАЗ с 1957 года по 1966 год.

## Конструкция
БРДМ представляла собой плавающую колёсную двухосную с обеими ведущими осями машину, оборудованную устройством для преодоления окопов, траншей и водных преград, и системой централизованной подкачки шин.
В конструкции БРДМ были использованы принципиальная схема компоновки и основные агрегаты бронетранспортёра БТР-40 (ГАЗ-40). Установка двигателя в удлинённой передней части корпуса предусматривала спешивание членов экипажа через две кормовые двери, однако ухудшала обзорность с места водителя.
В отделении управления, расположенном в средней части корпуса, были размещены водитель и командир машины. Отделение силовой установки и отделение управления разделялось перегородкой. Боевое отделение занимало среднюю и кормовую часть корпуса. Пулемёт СГМБ устанавливался на кронштейне в передней части боевого отделения.

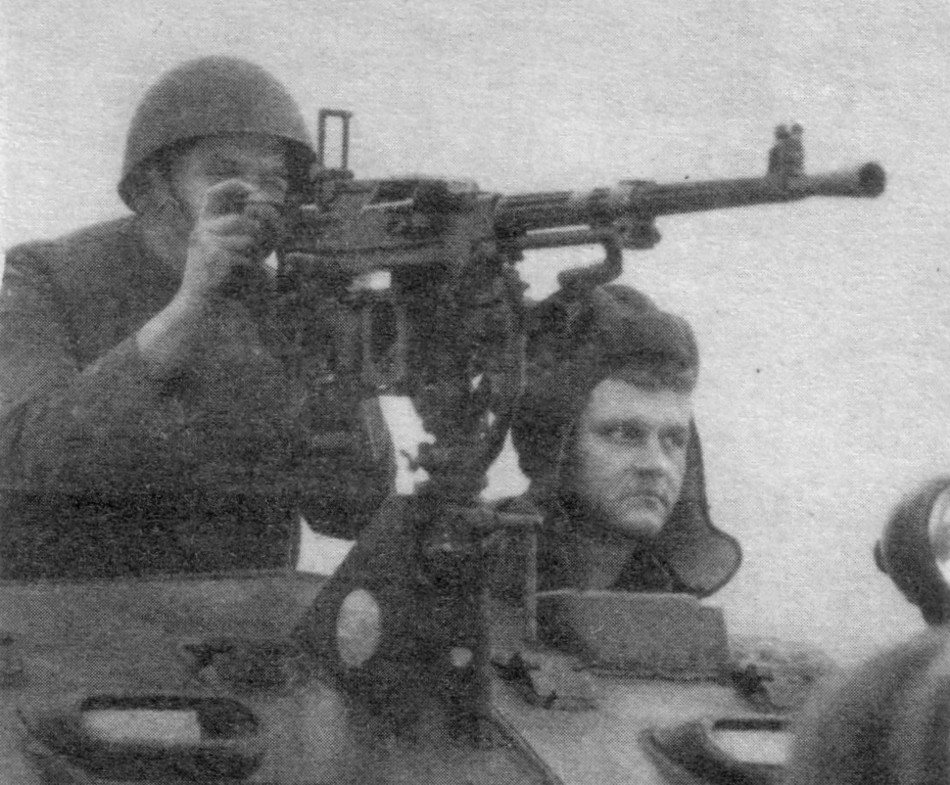
Пулемёт СГМБ устанавливался на кронштейне в передней части боевого отделения.

Броневой герметичный корпус на БРДМ-1 имел форму, обеспечивавшую минимальное сопротивление движению на плаву. Он сваривался из броневых листов толщиной 6 мм, 8 мм и 12 мм и являлся основанием для монтажа агрегатов и оборудования машины. Сверху к корпусу была приварена рубка, в крыше которой имелся люк с двумя откидными крышками для посадки и выхода водителя и командира. Верхний лобовой лист имел угол наклона 85 градусов.
На БРДМ и БРДМ-1 устанавливался карбюраторный двигатель ГАЗ-40. В состав механической трансмиссии входили однодисковое сцепление, четырёхступенчатая коробка передач, двухступенчатая раздаточная коробка, карданные передачи, главные передачи с коническими дифференциалами, от которых осуществлялся привод к ведущим колёсам.
Машина была оборудована дополнительными пневматическими колёсами, расположенными в средней части корпуса по два на каждом борту. Они выполнялись ведущими с механическим приводом от трансмиссии. Дополнительные колёса опускались и поднимались при преодолении окопов шириной до 1,2 м с помощью гидроподъёмников подобно шасси самолёта.
В кормовой части корпуса был установлен водомёт с реверсом и «корабельными» рулями. Четырёхлопастной винт засасывал воду через приёмный патрубок, расположенный на днище и выбрасывал её через отверстие в кормовом листе корпуса. Во время движения по суше это отверстие закрывалось бронированной заслонкой. Задний ход на воде обеспечивается изменением направления вращения винта. Для управления машиной на плаву использовались водяные рули, смонтированные в трубе водомёта, и передние поворачивающиеся колёса машины. Привод к рулям был объединён с приводом управления колёсами. В случае выхода из строя водомёта машина могла двигаться за счёт вращения колёс при включении второй или третьей передачи. Для предотвращения заливания силового отделения через вентиляционные отверстия во время плавания на машине устанавливался волноотражательный щит. При передвижении по суше он устанавливался в нижнее положение для улучшения обзора и повышения защиты нижней части корпуса.
Пневматические шины основного движителя были подключены к системе регулирования давления воздуха. Подвеска состояла из четырёх продольных полуэллиптических рессор и восьми гидроамортизаторов. Самовытаскивание машины при застревании осуществлялось при помощи кабестана, смонтированного в передней части корпуса машины, с длиной троса 50 метров, намотанного на барабан (размещён на борту БМ).

## Вооружение
Основное вооружение БМ, до 1962 года — 7,62-мм пулемёт СГМБ, после июня 1962 года — 7,62-мм пулемёт ПКТ. Кронштейн под шкворневую установку для пулемёта был перенесён из боевого отделения на лобовой верхний лист корпуса БМ. Боекомплект к пулемёту составлял 1250 патронов. Для стрельбы из личного оружия отделения разведки было предназначено семь амбразур: одна в передней части боевого отделения, по две в каждом борту машины и две в кормовых дверках БРДМ.

## В составе
По штатному расписанию каждой мотострелковой или танковой дивизии ВС СССР полагалось двадцать восемь единиц БРДМ (БРДМ-1): двенадцать единиц в разведывательном батальоне дивизии и по четыре единицы в каждом полку, мотострелковом или танковом.

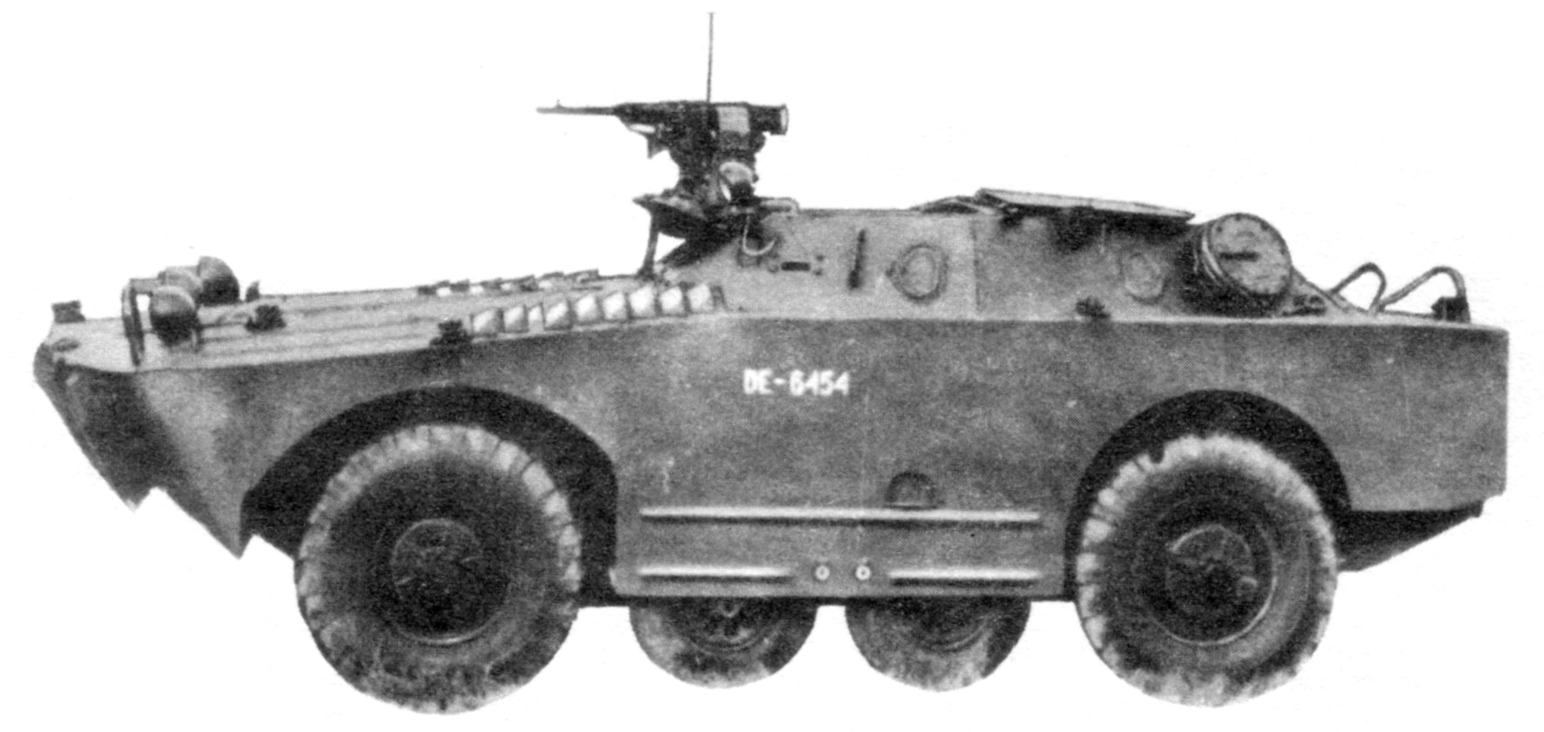
Бронированная разведывательная машина БРДМ, Варшава, 1975 год.
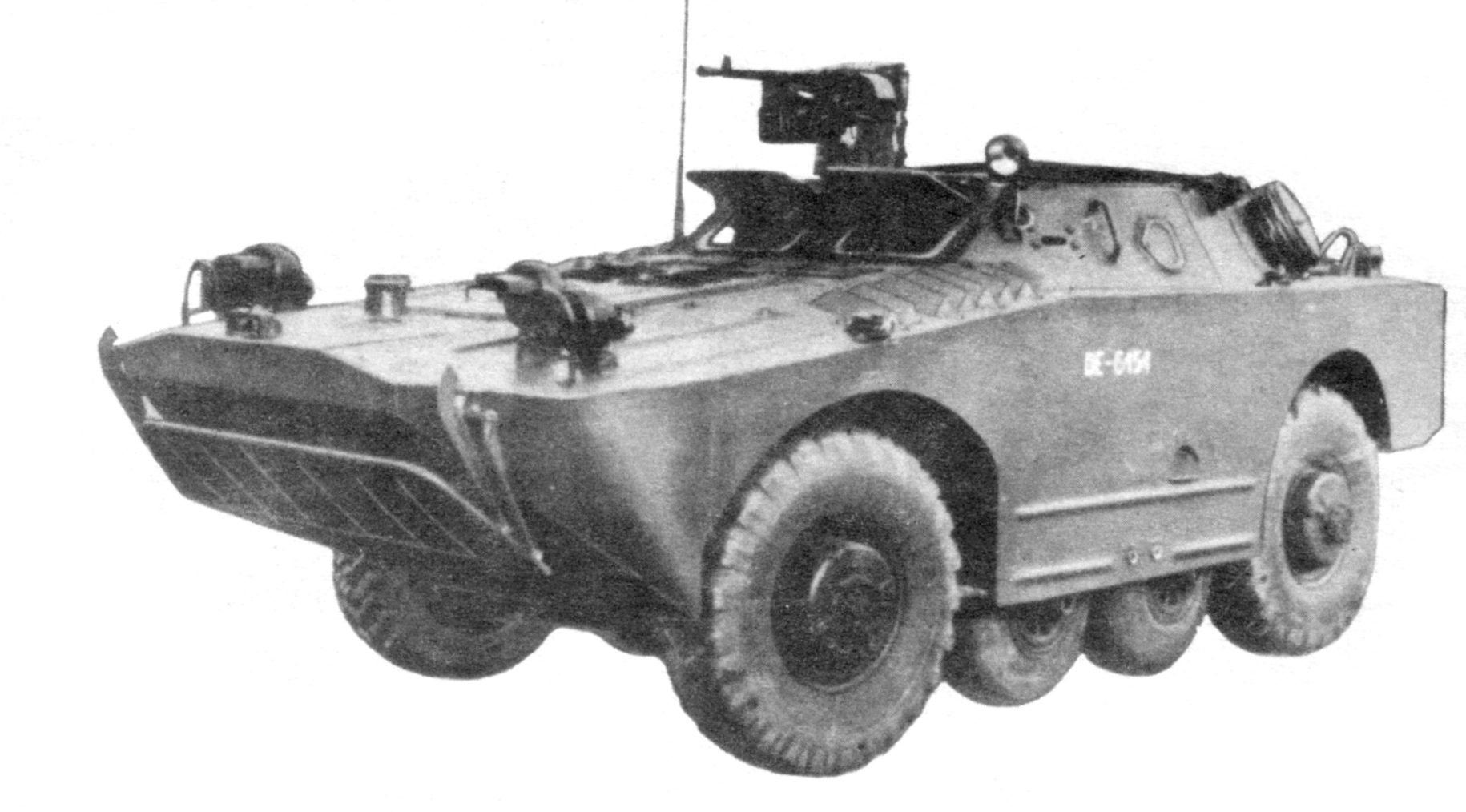
Бронированная разведывательная машина БРДМ, Варшава, 1975 год.
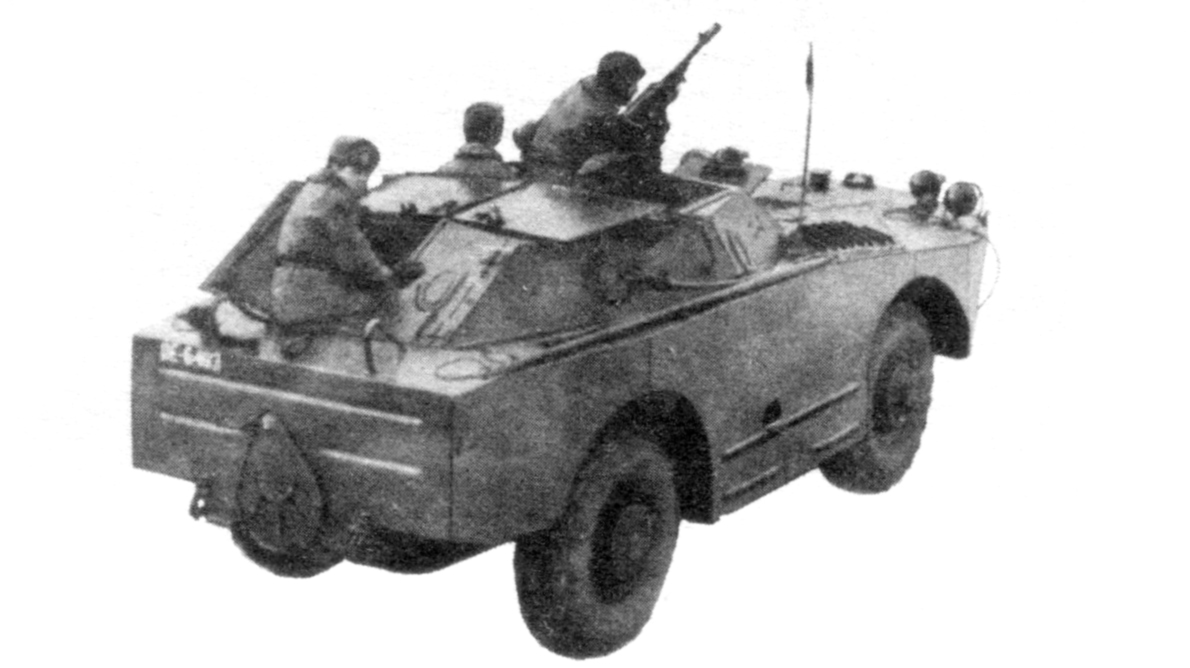
Бронированная разведывательная машина БРДМ, Варшава, 1975 год.
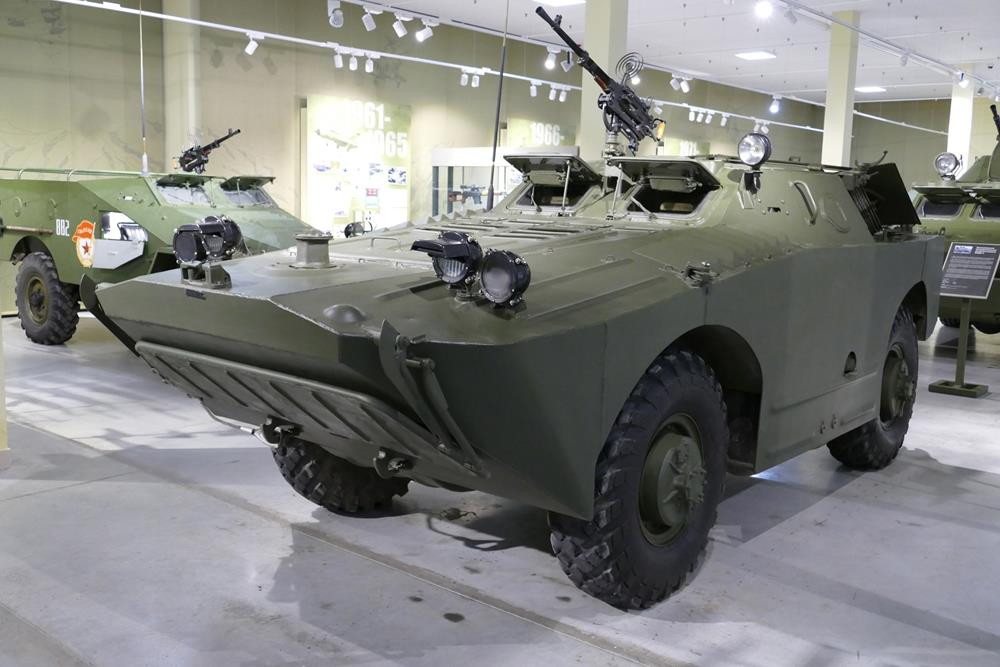
БРДМ-1 в Музее отечественной военной истории в Падиково Истринского района Московской области.
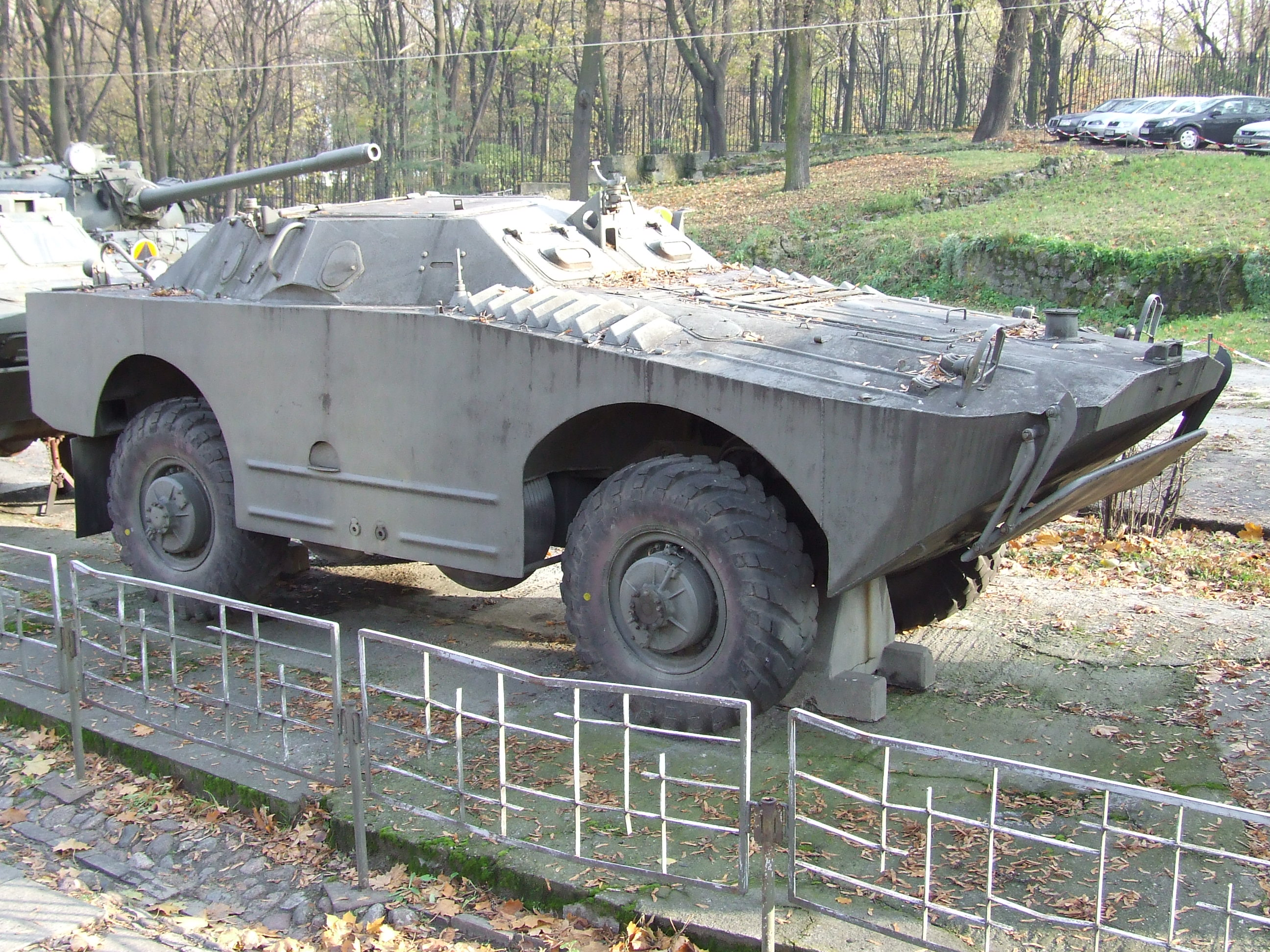
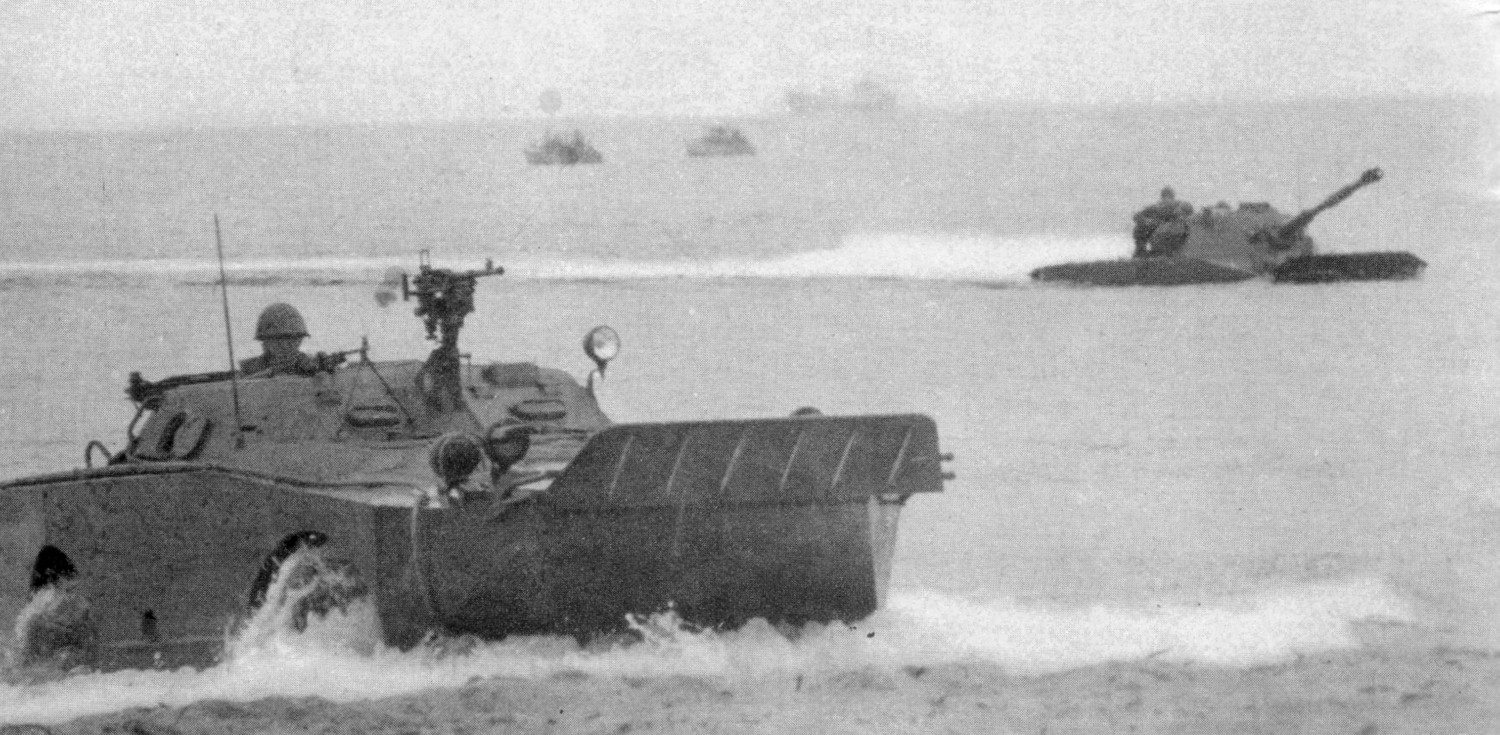
МП ВС Польши.

## Модификации
- БРДМ (с 1957 года) — модель с неброневым сверху корпусом (съёмный брезентовый тент от непогоды).
- БРДМ-1 (с 1958 (1959) года) — с герметичным (закрытым сверху бронёй) корпусом. Серия в 1958—1965 годов.
- БРДМ-1У и БРДМ-РУ — машина управления[6]

## Машины на базе БРДМ
На базе БРДМ был создан ряд боевых машин:
- 2П27 — боевая машина с противотанковым ракетным комплексом 2К16 «Шмель»;
- 2П32 — боевая машина с противотанковым ракетным комплексом 2К8 «Фаланга»;
- 2П32М — боевая машина с противотанковым ракетным комплексом 2К8 «Фаланга-М»;
- 9П110 — боевая машина с противотанковым ракетным комплексом 9К14 «Малютка»;
- БРДМ-РХ — машина химической разведки.

### Машина химической разведки БРДМ-РХ
Машина химической разведки БРДМ-РХ была создана в 1966 году на базе БРДМ, находилась на вооружении и в серийном производстве.
Экипаж машины состоял из командира, двух химиков-разведчиков и водителя. Машина была оснащена приборами химической и радиационной разведки: войсковым прибором химической разведки ВПХР, автоматическим газоанализатором, радиометром-рентгенметром ДП-5А, рентгенметром ДП-3Б, а также приспособлением для установки знаков ограждения и артиллерийским дегазационным комплектом АДК.
Для определения направления ветра предназначались девять ручных дымовых гранат РДГ-2. В комплект специального оборудования также входили шесть 40-мм реактивных сигналов химической тревоги СХТ.
С принятием на вооружение БРДМ-2 это же специальное химическое оборудование было установлено на машине химической разведки, получившей наименование БРДМ-2РХБ.

## Операторы
Современные операторы

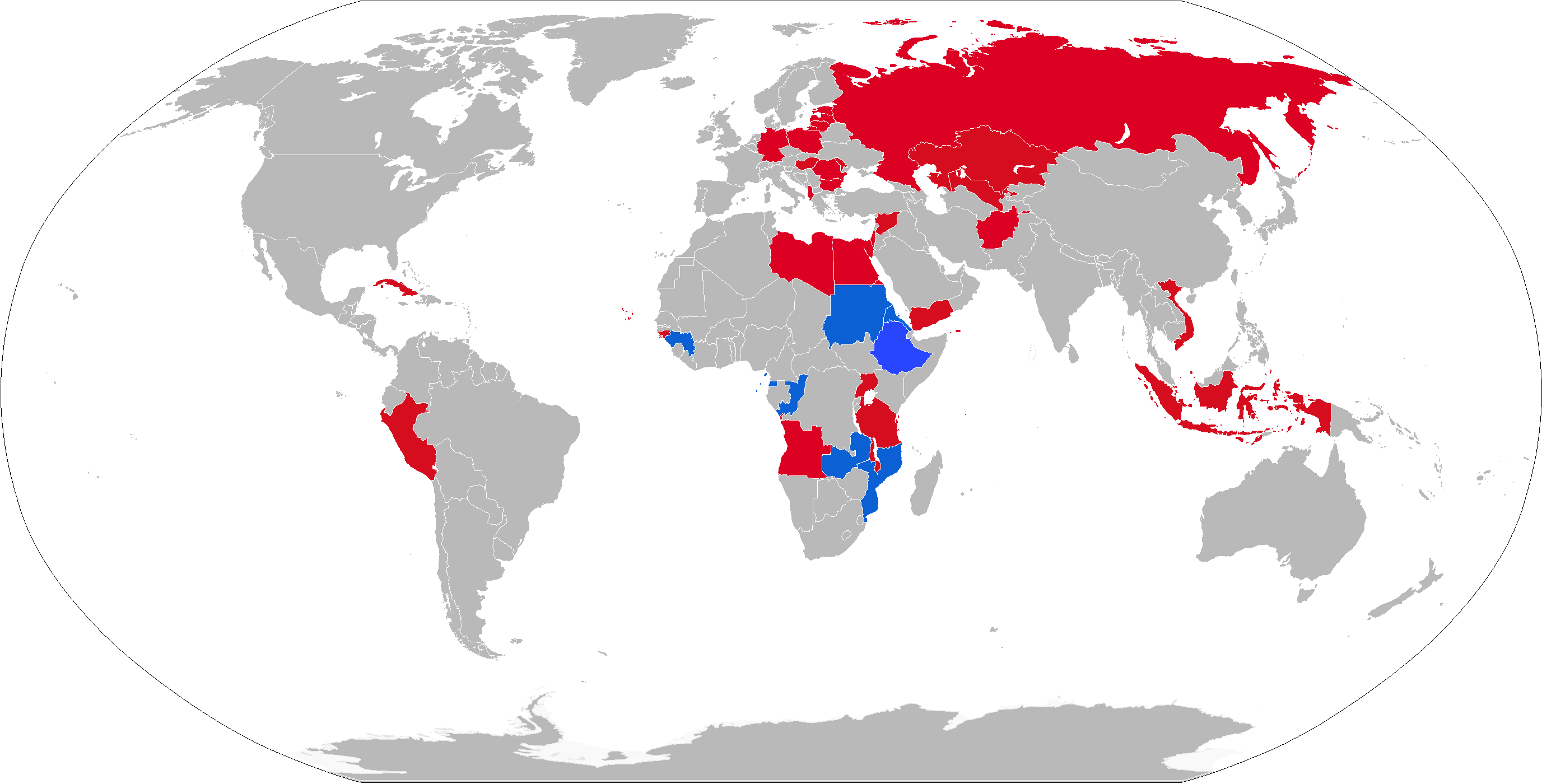
Карта операторов БРДМ-1 на 2022 год

- Вьетнам: 100 единиц БРДМ-1/2, по состоянию на 2024 год[7]Всего поставлено 50 БРДМ-1[8][9]
- Гвинея: 25 единиц БРДМ-1/2, по состоянию на 2024 год. Всего поставлено 15 БРДМ-1[8][9]
- Замбия: 30 единиц БРДМ-1/2(и ещё около 40 на хранении), по состоянию на 2024 год. Всего поставлено 44 БРДМ-1[8][9]
- Республика Конго: 25 единиц БРДМ-1/2, по состоянию на 2024 год. Всего поставлено 44 БРДМ-1[8][9]
- Мозамбик: 30 единиц БРДМ-1/2, по состоянию на 2024 год. Всего поставлено 31 БРДМ-1[8][9]
- Эритрея: 40 единиц БРДМ-1/2, по состоянию на 2024 год. Все БРДМ-1 захвачены у армии Эфиопии.[8][9]
- Эфиопия: 50 единиц БРДМ-1/2, по состоянию на 2024 год[10]Всего поставлено 50 БРДМ-1[8][9]

Ранее находились на вооружении
- Албания: 15 единиц БРДМ-1 поставлены из СССР в 1960 году[11]
- Афганистан: некоторое количество БРДМ-1 и БРДМ-2, по состоянию на 2010 год[12]
- Болгария: 150 единиц БРДМ-1 поставлены из СССР в период с 1965 по 1967 годы[11]
- Египет: 200 единиц БРДМ-1 поставлены из СССР в период с 1968 по 1969 годы[11]
- ГДР: 100 единиц БРДМ-1 поставлены из СССР в период с 1960 по 1967 годы[11]
- Индонезия: 10 единиц БРДМ-1 поставлены из СССР в 1963 году[11]
- Куба: некоторое количество БРДМ-1 и БРДМ-2, по состоянию на 2010 год[13]
- Ливия: 60 единиц БРДМ-1 поставлены из СССР в 1978 году[11]
- Перу: 12 единиц БРДМ-1 поставлены из СССР в 1974 году[11]
- Польша: 800 единиц БРДМ-1 поставлены из СССР в период с 1961 по 1964 годы[11]
- Сирия: 100 единиц БРДМ-1 поставлены из СССР в период с 1970 по 1971 годы[11]
- Судан: 70 единиц БРДМ-1 и БРДМ-2, по состоянию на 2022 год[14]
- Танзания: 30 единиц БРДМ-1 поставлены из СССР в 1965 году[11]
- Уганда: 62 единицы БРДМ-1 поставлены из СССР в 1973 году[11], 36 единиц БРДМ-1 поставлены из СССР в 1974 году[11]